# Il sapore della gloria
Il sapore della gloria (titolo orig. 午後の曳航, Gogo no eiko) è un romanzo di Yukio Mishima pubblicato nel 1963.
Venne adattato nel film I giorni impuri dello straniero del 1976.

## Trama
La storia racconta di Ryuji, ufficiale della marina mercantile, che incontra un giorno una vedova di nome Fusako e di cui immediatamente s'innamora; presto decideranno di sposarsi. Il figlio di Fusako è un ragazzo tredicenne, Noboru, facente parte d'una banda di coetanei che passa il tempo per strada: loro rifiutano recisamente il mondo degli adulti come vuoto, ipocrita e del tutto inutile. Ryuji ha scelto di abbandonare la vita di mare e tutte le aspirazioni che lo hanno sostenuto fino ad allora; il figlio di Fusako, che inizialmente ha idealizzato l'uomo proiettando su di lui l'immagine di un supereroe, non appena viene a sapere che ha perduto ogni stimolo di avventura, volendo oramai soltanto vivere sulla terra e diventar un buon padre, deluso comincia ad odiarlo e medita vendetta. Ma Ryuji è stanco di prostitute e cerca solo di accasarsi.Noboru vive un legame particolarmente stretto  morboso con la madre, che si trova anche in certe occasioni a spiare attraverso un buco nel muro dalla propria stanza: non accetta l'idea di doverla perdere e lasciarla nelle mani di un uomo senza più alcuna passione e ideale. Assieme agli altri ragazzini metterà in atto un piano per eliminare Ryuji.

## Personaggi
- Noboru Kuroda: un adolescente proveniente da una famiglia benestante, vive da solo con la madre in un sobborgo di Yokohama dal tempo in cui il padre morì quand'egli aveva solo 8 anni. È un bravo studente consapevole della sua intelligenza, molto notevole per la sua età; ha un gruppetto di amici a cui si confida.
- Fusako Kuroda: madre di Noboru, ha poco più di 30 anni, vive da sola col suo unico figlio fin da quando è diventata vedova. Gran lavoratrice, gestisce l'attività del defunto marito; conduce una vita comoda ma molto solitaria.
- Ryuji Tsukazaki: un semplice marinaio che ha appena deciso di abbandonare la vita di mare, ha una personalità piuttosto fredda che cerca faticosamente di riadattarsi all'esistenza sulla terraferma.
- Shibuya: collega di lavoro di Fusako ed ex socio d'affari del marito di lei
- Yoriko: un'attricetta molto bella ma decisamente molto sfortunata in amore
- Il Capo: 13 anni, è il capo della banda a cui appartiene anche Noboru. Ha la ferrea convinzione che il mondo sia un luogo spietato e crudele in cui ci si deve sempre preparare a tutto, affrontando anche le situazioni più gravi senza mai voltar la faccia da un'altra parte. Solo questo comportamento è per Jefe degno d'un vero uomo. Crede inoltre che la libertà consista nel non pentirsi mai delle azioni commesse, anche le più delittuose come l'omicidio. Vive praticamente da solo dato che i genitori sono raramente a casa, prova pertanto nei loro confronti un profondo rancore.

## Edizioni italiane
- Il sapore della gloria, traduzione di Mario Teti, Collana Medusa n.520, Milano, Arnoldo Mondadori Editore, 1967. - Postfazione di Maurizio Cucchi, Collana Medusa serie '80, Mondadori, 1983; Collana Oscar n.1907, Mondadori, 1986; Milano, Leonardo, 1991, ISBN 978-88-043-9002-2; Collana Oscar I gabbiani n.38, Mondadori, 1992; Collana Oscar Scrittori del Novecento n.1633, Mondadori, 1997; Collana UEF n.2186, Milano, Feltrinelli, 2010, ISBN 978-88-077-2186-1.